# 愛新覚羅善耆

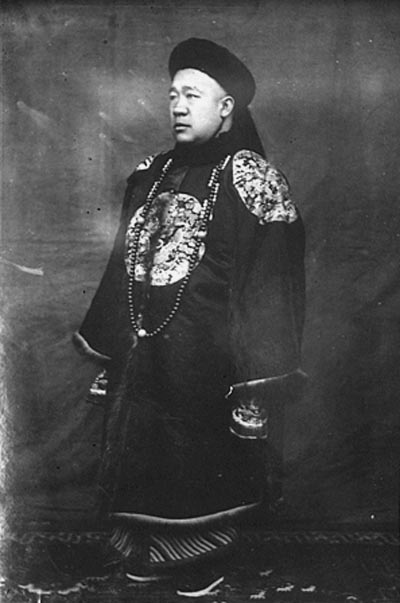
粛親王善耆

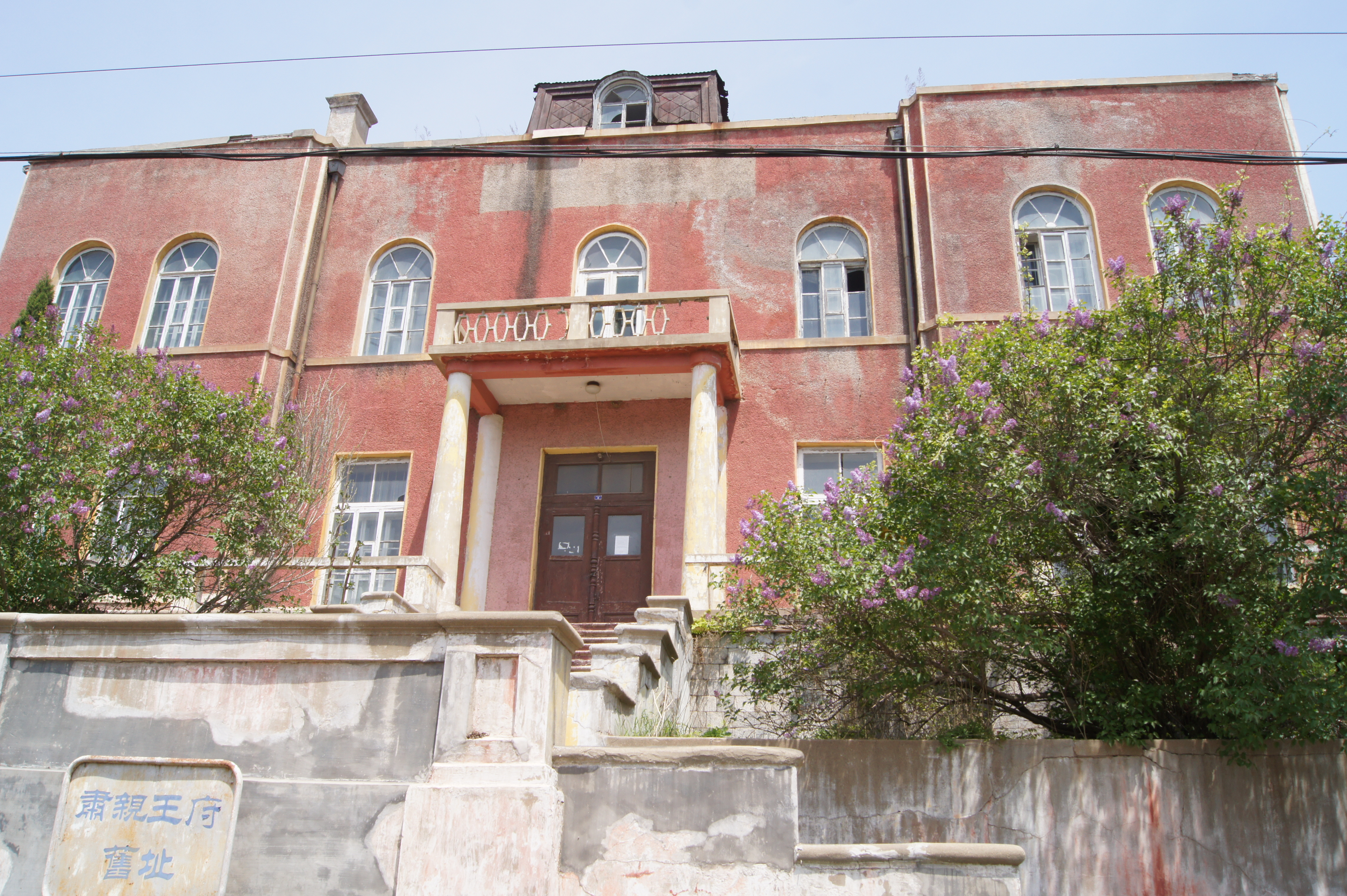
晩年を過ごした旅順の邸宅（粛親王府跡）

愛新覚羅 善耆（あいしんかくら ぜんき、アイシンギョロ・シャンキ、満洲語: ᠠᡳᠰᡳᠨ
ᡤᡳᠣᡵᠣ
ᡧᠠᠨᡴᡳ、転写：aisin-gioro šanki、拼音：Shanqi、シャンチー、1866年10月5日（同治5年8月27日） - 1922年2月17日）は、清の皇族。太祖ヌルハチの孫ホーゲに始まる粛親王を継ぐ。諡は忠。二等鎮国将軍を経て、粛親王の位を継ぎ、立憲君主制の実現を主張した。鑲白旗人。

## 人物・生涯
同治5年（1866年）、北京に生まれる。
光緒24年（1898年）、父の死により粛親王の位を継いだ。
光緒26年（1900年）、義和団の乱に際し、御前大臣として光緒帝、西太后の西安逃避に随行。義和団の乱から辛亥革命勃発までの10年間のいわゆる光緒新政時期に民政部尚書・民政大臣・理藩大臣を歴任し、近代化改革を促進した。日本より招聘した川島浪速を北京警務学堂の創設にあたらせるなど親日家であった。立憲制への移行を支持し、革命派に対しても理解があり、開明皇族と知られる。摂政王醇親王暗殺未遂事件で逮捕された汪兆銘の人物を見込み、汪の助命をしたのは粛親王であるといわれている。
宣統3年（1911年）の辛亥革命勃発時には、恭親王溥偉とともに宣統帝の退位に反対した。12月（1912年2月）、清朝皇帝の退位が避けられなくなると、川島浪速らの手引きによって日本の租借地旅順へ逃れた。清朝滅亡後は、復辟をめざす清朝遺臣の宗社党の中心人物として、蒙古旗人升允（シェンユン）らとともに活動を行っている。
1912年の第1次満蒙独立運動では日本の参謀本部と、いわゆる大陸浪人の後押しで挙兵を準備をするも、日本政府の命令で計画は中止された。
1916年の第2次満蒙独立運動では袁世凱の帝政に反対する大隈重信内閣の方針のもと、男爵大倉喜八郎等の資金援助を受け、宣統帝復辟のための勤王軍を組織し、内蒙古のバボージャブ（巴布扎布）と結んで挙兵した。しかし袁世凱の急死により大隈内閣の方針が変更され、援助は打ち切られ、満蒙地方軍の反撃を受けてバボージャブが戦死するという事態に及んで、再び失敗した。
1922年に旅順で死去。溥儀から忠の諡を贈られ、粛忠親王と称される。北京郊外架松の粛親王家墓所に葬られた。

## 家族
夫人は正妃1人（ヘシェリ氏）と側妃4人の5人、子女は王子21人、王女17人の計38人いる。復辟の望みを子供たちに託し、子供たちの多くは日本に留学している。
川島浪速とは義兄弟の関係を結び、第14王女顯㺭（けんし、名の2文字目は王へんに子）を川島の養女（日本名川島芳子）とした。また満洲国で初代新京市長、満州映画協会理事長などをつとめた金壁東は善耆の第7王子である。妹善坤の夫ハラチン王グンサンノルブは第一次満蒙独立運動に呼応し、日本から借款を受け挙兵準備をしている。